# Maria Angélica Rangel da Cruz dos Reis

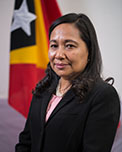
Maria Angélica Rangel da Cruz dos Reis

Maria Angélica Rangel da Cruz dos Reis (* 22. März 1973 in Dili, Portugiesisch-Timor) ist eine Politikerin aus Osttimor. Sie ist Mitglied der FRETILIN und seit 2012 Mitglied des Zentralkomitees der Partei (CCF).

## Werdegang
Reis studierte Betriebswirtschaftslehre an der Universidade Nasionál Timór Lorosa'e (UNTL). Seit 2012 ist sie Abgeordnete im Nationalparlament Osttimors. Reis wurde Mitglied in der Kommission für Öffentliche Finanzen (Kommission C). Bei den Parlamentswahlen in Osttimor 2017 gelang Reis auf Listenplatz 14 der FRETILIN der Wiedereinzug.  Hier war sie nun Vorsitzende der Kommission für Öffentliche Finanzen (Kommission C).
Da die Minderheitsregierung von FRETILIN und PD sich im Parlament nicht durchsetzen konnte, löste es Präsident Francisco Guterres auf und rief zu Neuwahlen auf. Reis gelang bei der Neuwahl am 12. Mai 2018 auf Platz 6 der FRETILIN-Liste der erneute Einzug ins Parlament. Reis blieb weiterhin Mitglied der Kommission für Öffentliche Finanzen (C) und wurde nach deren Umstrukturierung am 16. Juni 2020 Präsidentin der Kommission C.
Bei den Parlamentswahlen 2023 kandidierte Reis auf Platz 3 der Liste der FRETILIN und zog wieder in das Nationalparlament ein.
Reis ist Mitglied der Interparlamentarischen Union (IPU) und Vizepräsidentin der parlamentarischen Gruppe der Freundschaft zwischen Portugal und Osttimor (Grupo Parlamentar de Amizade Timor Leste–Portugal).